# Decreet (katholieke kerkelijk recht)
Een decreet in het canoniek recht van de Katholieke Kerk is de uitvaardiging van een (pauselijk) besluit of wetsbepaling.

## Etymologie
Decreet is afgeleid van het Latijnse woord decretum (verordening of besluit).
Het Nederlandse woord decreet komt het eerst voor in een vroegmiddelnederlandse Latijns-Limburgse woordenlijst uit 1240 met de betekenis 'pauselijk besluit'.
In de 14e eeuw breidt de betekenis uit naar 'Wetsbepaling uit het kanonieke recht', en nog later ook naar het meer algemene 'besluit van een openbare macht'.
In de loop van de tijd wordt het woord decreet ook gebruikt voor besluiten die op concilies worden genomen. Zo worden de besluiten van Concilie van Trente beschreven in het boek Ordonnantien ende Decreten, van den H. Concilie generael, ghehouden tot Trenten uit 1640. Het Tweede Vaticaans Concilie leverde 'constituties, decreten, verklaringen en wensen' op. Ook de sluiting van het concilie zelf door paus Paulus VI was opgenomen in een apostolische brief in het decreet met de naam in spiritu sancto.
De oudst bekende en bewaard gebleven pauselijke decreten worden genoemd in een brief van paus Siricius aan bisschop Himerius van 10 februari 385 waarin hij antwoord geeft op vragen over fundamentele Christelijke vragen. Hij maakt daarbij ook melding van algemene decreten die een van zijn voorgangers, paus Liberius, had uitgevaardigd. Hier zijn echter geen bronnen van bekend.
De term Decretalen (Latijn: decreten bevattend) is afgeleid van het woord decreet en wordt voor het eerst in 1240 gebruikt.
Het zijn 'pauselijke besluiten en constitutien' of vonnissen in briefvorm (Latijn: litterae decretales).

## Wetboek van Canoniek Recht
Het Wetboek van Canoniek Recht (Latijn: Codex Iuris Canonici) van 1983 maakt onderscheid tussen zogenaamde algemene decreten en decreten in bijzondere gevallen. Een algemeen decreet is in enge zin een kerkelijke wet die alleen door de paus kan worden vastgesteld. Daarnaast bestaan er algemene uitvoeringsdecreten, die strekken tot bepaalde voorschriften voor de uitvoering van kerkelijke wetten. Uitvoeringsdecreten zijn ondergeschikt aan kerkelijke wetten en mogen daarmee niet in strijd zijn.
Daarnaast kent het kerkelijk recht decreten in afzonderlijke gevallen: hier gaat het meestal over beslissingen of bevelen die een individu raken. Het gaat hier – in de tekst van het wetboek – om decreten waarbij aan een persoon op bepaalde personen rechtstreeks en wettig opgelegd wordt iets te doen of na te laten. Zo wordt een excommunicatie bij decreet uitgevaardigd. Maar ook andere disciplinaire maatregelen kunnen per decreet worden uitgevaardigd. Een bekend voorbeeld is ook de banbul die de paus oplegde aan Luther toen die zijn stellingen weigerde te herroepen.